# Arsenal de Central Park

## Historia
El Arsenal fue diseñado por Martin E. Thompson, que originalmente se formó como un carpintero, que había sido socio de Ithiel Town y llegó a convertirse en uno de los fundadores de la Academia Nacional de Dibujo de Estados Unidos. La estructura simétrica de Thompson se levantó en ladrillo inglés, con cabeceras cada cinco hileras, y presenta un bloque central a la manera de una puerta de entrada fortificada flanqueada por torres octogonales. El marco de la puerta de carpintería habla de su propósito con un águila calva exhibida entre pilastras de balas de cañón sobre la puerta, y sables cruzados y picas apiladas representadas en paneles laterales. El vestíbulo contiene una serie de murales de suelo a techo de Allen Saalburg, realizados entre 1935 y 1936, en los que se combinan temas históricos de la vida de Nueva York durante la Guerra de Secesión con pergaminos ornamentales y arabescos.

## Usos
El edificio que actualmente alberga las oficinas de la Departamento de Parques y Recreación de la Ciudad de Nueva York, también ha servido para oficinas del Zoo de Central Park o ha albergado colecciones del Museo Americano de Historia Natural, mientras se renovaba su estructura. Además, en el trascurso del tiempo, el edificio también fue una comisaría de policía, una oficina meteorológica y una galería de arte.

## Véase también

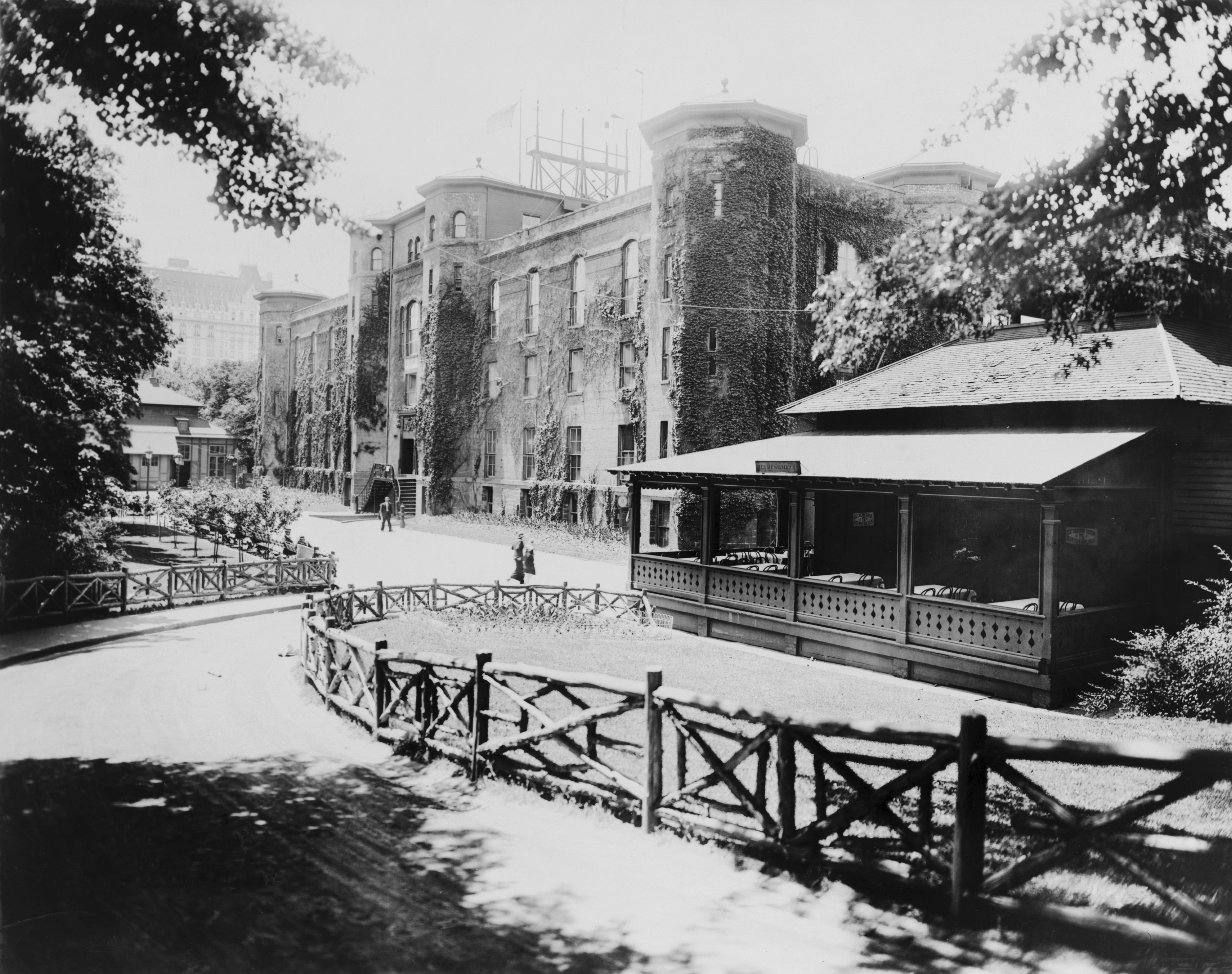
El Arsenal, en 1911, en la parte trasera